# Sir Sandford Range
Sir Sandford Range är ett berg i Kanada.   Det ligger i provinsen British Columbia, i den centrala delen av landet, 3 100 km väster om huvudstaden Ottawa. Toppen på Sir Sandford Range är 3 519 meter över havet.
Terrängen runt Sir Sandford Range är huvudsakligen bergig. Sir Sandford Range är den högsta punkten i trakten. Trakten runt Sir Sandford Range är nära nog obefolkad, med mindre än två invånare per kvadratkilometer.. Det finns inga samhällen i närheten. 
Trakten runt Sir Sandford Range består i huvudsak av gräsmarker.